# Djupörarna
Djupörarna med Vädören och Bodören är en ö i Finland. Den ligger i Bottenviken och i kommunen Larsmo i den ekonomiska regionen  Jakobstadsregionen i landskapet Österbotten, i den nordvästra delen av landet. Ön ligger omkring 110 kilometer nordöst om Vasa och omkring 430 kilometer norr om Helsingfors.
Öns area är 1,82 kvadratkilometer och dess största längd är 2,1 kilometer i sydöst-nordvästlig riktning.

## Sammansmälta delöar
- Djupörarna 63°55′26″N 22°45′33″Ö / 63.92377°N 22.75919°Ö
- Vädören 63°55′00″N 22°46′09″Ö / 63.91676°N 22.76922°Ö
- Bodören 63°55′10″N 22°45′14″Ö / 63.91956°N 22.75375°Ö

## Klimat
Inlandsklimat råder i trakten. Årsmedeltemperaturen i trakten är 1 °C. Den varmaste månaden är juli, då medeltemperaturen är 16 °C, och den kallaste är februari, med −13 °C.